# Anthony Kennedy (senator)
Anthony Kennedy (ur. 21 grudnia 1810 w Baltimore, Maryland, zm. 31 lipca 1892 w Annapolis, Maryland) – amerykański polityk.
W latach 1857–1863 był przedstawicielem stanu Maryland w Senacie Stanów Zjednoczonych.
Jego brat, John Pendleton Kennedy, był sekretarzem marynarki wojennej Stanów Zjednoczonych i kongresmanem z Maryland.